# Манчаж
Манча́ж — село в Свердловской области, входящее в муниципальное образование Артинский городской округ. Является частью Манчажского сельского совета. Главой сельской администрации является Булатов Валерий Владленович.

## История
Село Манчаж было основано в 1652 году и является старейшим селом Артинского городского округа. По легенде, селение было основано марийцами, а само название «Манчаж» происходит от марийского слова «монча» (рус. «баня», «тёплое место»).
В 1775 году Манчаж был сожжён карательной экспедицией по подавлению Крестьянской войны 1773—1775 годов.
В 1923 году в результате районирования образуется Манчажский национальный район. В 1962 году Манчажский район был расформирован и вошёл изначально в Красноуфимский, а затем — в Артинский район.

## Население
| 1959 | 2002  | 2010  | 2021  |
| ---- | ----- | ----- | ----- |
| 2638 | ↘1937 | ↘1675 | ↘1571 |